# Psilus intermedius
Psilus intermedius är en stekelart som först beskrevs av Carl-Axel Jansson 1955.  Psilus intermedius ingår i släktet Psilus, och familjen hyllhornsteklar. Arten är reproducerande i Sverige.